# Miss Mujerzuela
Miss Mujerzuela es el tercer álbum de estudio de la banda venezolana de Rock alternativo Caramelos de Cianuro. Este disco comprende 11 canciones, que son las siguientes:

## Canciones
1. «Asunto Sexual» - 4:23
2. «La Llama» - 4:08
3. «El Flaco» - 3:15
4. «Las Estrellas» - 3:10
5. «Veterana» - 3:11
6. «Enfermo» - 4:30
7. «Lava Blanca» - 3:15
8. «Verónica» - 4:15
9. «Misteriosa» - 4:06
10. «Is It Tonight?» - 4:15

- Las canciones que más destacaron de este álbum fueron Asunto Sexual, La Llama, El Flaco, Las Estrellas y Verónica. De estos dos últimos temas se hicieron sus vídeos respectivos. de asunto sexual se puede encontrar tanto en página como canal de YouTube un vídeo en vivo
- "Las Estrellas" fue usada en la serie ecuatoriana Solteros Sin Compromiso como entrada del programa, en la misma serie la banda realizó una aparición.

- Datos: Q6877115